# NASCAR Winston Cup 1974
De NASCAR Winston Cup 1974 was het 26e seizoen van het belangrijkste NASCAR kampioenschap dat in de Verenigde Staten gehouden wordt. Het seizoen startte op 26 januari met de Winston Western 500 en eindigde op 24 november met de Los Angeles Times 500. Richard Petty won het kampioenschap voor de vijfde keer in zijn carrière. De trofee rookie of the year werd uitgereikt aan Earl Ross.

## Races
Top drie resultaten, exhibitie- en kwalificatiewedstrijden staan niet vermeld.
| '  | Datum  | Race                  | Circuit                         | Winnaar         | Tweede          | Derde           |
| 1  | 26-jan | Winston Western 500   | Riverside International Raceway | Cale Yarborough | Richard Petty   | David Pearson   |
| 2  | 17-feb | Daytona 500           | Daytona International Speedway  | Richard Petty   | Cale Yarborough | Ramo Stott      |
| 3  | 24-feb | Richmond 500          | Richmond International Raceway  | Bobby Allison   | Richard Petty   | Cale Yarborough |
| 4  | 3-mrt  | Carolina 500          | North Carolina Speedway         | Richard Petty   | Cale Yarborough | Bobby Allison   |
| 5  | 17-mrt | Southeastern 400      | Bristol Motor Speedway          | Cale Yarborough | Bobby Isaac     | Benny Parsons   |
| 6  | 24-mrt | Atlanta 500           | Atlanta Motor Speedway          | Cale Yarborough | David Pearson   | Buddy Baker     |
| 7  | 7-apr  | Rebel 450             | Darlington Raceway              | David Pearson   | Bobby Allison   | Buddy Baker     |
| 8  | 21-apr | Gwyn Staley 400       | North Wilkesboro Speedway       | Richard Petty   | Cale Yarborough | Bobby Allison   |
| 9  | 28-apr | Virginia 500          | Martinsville Speedway           | Cale Yarborough | Richard Petty   | Bobby Allison   |
| 10 | 5-mei  | Winston 500           | Talladega Superspeedway         | David Pearson   | Benny Parsons   | Richard Petty   |
| 11 | 11-mei | Music City USA 420    | Music City Motorplex            | Richard Petty   | Donnie Allison  | Darrell Waltrip |
| 12 | 19-mei | Mason-Dixon 500       | Dover International Speedway    | Cale Yarborough | David Pearson   | Richard Petty   |
| 13 | 26-mei | World 600             | Charlotte Motor Speedway        | David Pearson   | Richard Petty   | Bobby Allison   |
| 14 | 9-jun  | Tuborg 400            | Riverside International Raceway | Cale Yarborough | Bobby Allison   | Benny Parsons   |
| 15 | 16-jun | Motor State 360       | Michigan International Speedway | Richard Petty   | Earl Ross       | David Pearson   |
| 16 | 4-jul  | Firecracker 400       | Daytona International Speedway  | David Pearson   | Richard Petty   | Buddy Baker     |
| 17 | 14-jul | Volunteer 500         | Bristol Motor Speedway          | Cale Yarborough | Buddy Baker     | Richard Petty   |
| 18 | 20-jul | Nashville 420         | Music City Motorplex            | Cale Yarborough | Bobby Allison   | Darrell Waltrip |
| 19 | 28-jul | Dixie 500             | Atlanta Motor Speedway          | Richard Petty   | David Pearson   | Buddy Baker     |
| 20 | 4-aug  | Purolator 500         | Pocono Raceway                  | Richard Petty   | Buddy Baker     | Cale Yarborough |
| 21 | 11-aug | Talladega 500         | Talladega Superspeedway         | Richard Petty   | David Pearson   | Bobby Allison   |
| 22 | 25-aug | Yankee 400            | Michigan International Speedway | David Pearson   | Richard Petty   | Cale Yarborough |
| 23 | 2-sep  | Southern 500          | Darlington Raceway              | Cale Yarborough | Darrell Waltrip | David Sisco     |
| 24 | 8-sep  | Capital City 500      | Richmond International Raceway  | Richard Petty   | Benny Parsons   | Richie Panch    |
| 25 | 15-sep | Delaware 500          | Dover International Speedway    | Richard Petty   | Buddy Baker     | Earl Ross       |
| 26 | 22-sep | Wilkes 400            | North Wilkesboro Speedway       | Cale Yarborough | Richard Petty   | Buddy Baker     |
| 27 | 29-sep | Old Dominion 500      | Martinsville Speedway           | Earl Ross       | Buddy Baker     | Donnie Allison  |
| 28 | 6-okt  | National 500          | Charlotte Motor Speedway        | David Pearson   | Richard Petty   | Darrell Waltrip |
| 29 | 20-okt | American 500          | North Carolina Speedway         | David Pearson   | Cale Yarborough | Richard Petty   |
| 30 | 24-nov | Los Angeles Times 500 | Ontario Motor Speedway          | Bobby Allison   | David Pearson   | Cale Yarborough |

## Eindstand - Top 10
| 1  | Richard Petty   | 5037 |
| 2  | Cale Yarborough | 4470 |
| 3  | David Pearson   | 2389 |
| 4  | Bobby Allison   | 2019 |
| 5  | Benny Parsons   | 1591 |
| 6  | Dave Marcis     | 1378 |
| 7  | Buddy Baker     | 1016 |
| 8  | Earl Ross       | 1009 |
| 9  | Cecil Gordon    | 1000 |
| 10 | David Sisco     | 956  |